# Schnaittach (Pegnitz)
Die Schnaittach ist ein etwa 12 km (mit Naifer Bach 17,4 km) langer grobmaterialreicher, karbonatischer Mittelgebirgsbach im mittelfränkischen Landkreis Nürnberger Land in Bayern, der bei Neunkirchen am Sand von rechts in die Pegnitz mündet.

## Geographie

### Verlauf
Die Schnaittach entsteht aus dem Zusammenfluss von Naifer Bach und Ittlinger Bach nordöstlich von Simmelsdorf-Diepoltsdorf. Manche sehen Naifer Bach nur als einen Namen für den Oberlauf der Schnaittach an, die an der Gemeindegrenze von Ottensoos und Neunkirchen am Sand in die Pegnitz mündet.

### Zuflüsse
Liste der direkten Zuflüsse vom Ursprung zur Mündung. Ausẃahl.
- Naifer Bach, rechter Quellbach, ca. 2,3 km
- Ittlinger Bach, linker Quellbach, ca. 2,5 km
- (Bach aus der Reingrube), von links in Simmelsdorf-Diepoltsdorf, ca. 0,7 km
- (Bach), von links bei Simmelsdorf-Rampertshof, ca. 0,5 km
- Grundelbach, von rechts bei Simmelsdorf-Brand, 3,7 km und 13,5 km²
- Grundbach, von rechts bei Simmelsdorf-Au, ca. 2,1 km
- Osternoher Bach, von links in Schnaittach-Hedersdorf, 5,0 km und 10,9 km²
- Dörnigbach, von links in Hedersdorf, 2,2 km und 1,6 km²
- Iserbach, von links in Schnaittach, ca. 1,9 km
- Kersbach, von links nach Neunkirchen am Sand-Rollhofen, 4,8 km und 5,0 km²
- Erlenbachgraben, von links in Neunkirchen-Speikern, ca. 1,3 km
- Fortenbach[6], von links in Speikern, ca. 1,6 km
- (Gereinigtes Wasser der Kläranlage Schnaittachtal), von rechts nahe Neunkirchen am Sand

### Flusssystem Pegnitz
- Fließgewässer im Flusssystem Pegnitz

### Orte
Die Schnaittach fließt durch folgende Orte:
- Simmelsdorf-Diepoltsdorf
- Simmelsdorf-Rampertshof
- Simmelsdorf
- Schnaittach-Hedersdorf
- Schnaittach
- Neunkirchen-Rollhofen
- Neunkirchen-Speikern